# Mel Gibson
Mel Columcille Gerard Gibson AO (Peekskill, 3 de janeiro de 1956) é um ator, cineasta, produtor e roteirista americano. Vencedor de diversos prêmios, ele é conhecido por dirigir filmes históricos, bem como por seus papéis em filmes de ação, especialmente seu papel de destaque como Max Rockatansky nos três primeiros filmes da série pós-apocalíptica Mad Max (1979–1985) e como Martin Riggs na série policial Máquina Mortífera (1987–1998).
Em 1995, Gibson produziu, dirigiu e estrelou o filme de guerra Coração Valente, pelo qual ganhou o Globo de Ouro de Melhor Diretor, o Oscar de Melhor Diretor e o Oscar de Melhor Filme. Mais tarde, dirigiu e produziu A Paixão de Cristo (2004), um drama bíblico que foi um sucesso financeiro e altamente controverso. Ele recebeu mais críticas por dirigir o filme de ação e aventura Apocalypto (2006), ambientado na Mesoamérica no início do século XVI. Seus papéis notáveis como ator durante esse período foram em Ransom (1996), Payback (1999), Do Que as Mulheres Gostam (2000), O Patriota (2000) e Sinais (2002).
Após diversas questões legais e declarações polêmicas vazarem para o público, a popularidade de Gibson em Hollywood declinou, afetando sua carreira. Posteriormente, ele estrelou Edge of Darkness (2010) e em The Beaver (2011), de Jodie Foster. Seu retorno à direção após uma ausência de 10 anos, com Até o Último Homem (2016), o fez ganhar dois Oscars.

## Infância
Gibson é o sexto de sete irmãos, e o segundo filho do americano Hutton Gibson e da irlandesa Anne Reilly Gibson. Sua avó paterna era a soprano australiana Eva Mylott (1875–1920). Um dos irmãos mais novos de Gibson, Donal Gibson, também é ator. O primeiro nome de Gibson vem de Saint Mel, santo irlandês do século XV, e fundador da diocese da mãe de Gibson, enquanto seu segundo, Colm-Cille, é também um santo irlandês. Columcille é também o nome de uma paróquia em County Longford, onde Anne Reilly nasceu e foi educada. De sua mãe, Gibson herdou dupla cidadania: dos Estados Unidos e da República da Irlanda.
Logo depois de ganhar 145 000 dólares em uma ação judicial contra a New York Central Railroad, em 14 de fevereiro de 1968, Hutton Gibson mudou-se com sua família para Sydney, Austrália. Mel Gibson tinha 12 anos. A mudança de Hutton para a Australia foi por razões econômicas, e porque Hutton pensava que o Exército australiano rejeitaria seu filho mais velho para a Guerra do Vietnã.
Gibson foi educado por membros da Congregation of Christian Brothers, no St. Leo's Catholic College, em Wahroonga, New South Wales.

## Carreira

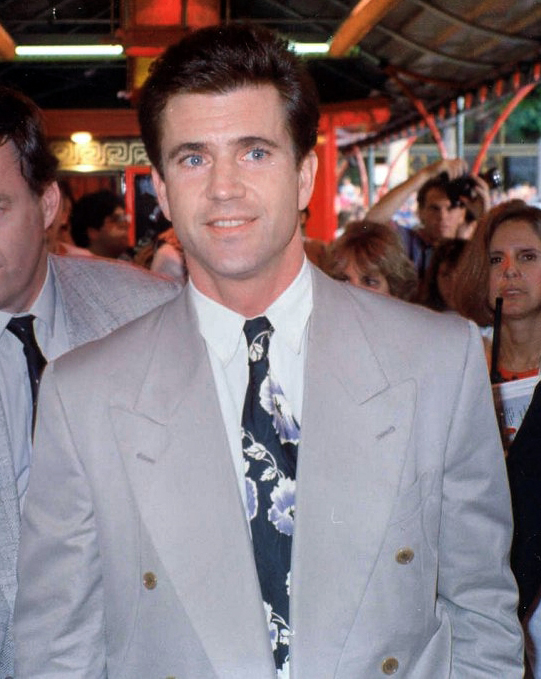
Mel Gibson em 1990.

Mel Gibson, quando entrou no cenário cinematográfico, recebeu excelentes elogios de críticos de cinema, e muitas comparações com estrelas do cinema clássico. Em 1982, Vincent Canby escreveu que "Mr. Gibson lembra o jovem Steve McQueen. Eu não consigo definir a "qualidade de estrela", mas de qualquer maneira, Mr. Gibson a tem". Gibson  também foi tido como "uma mistura de Clark Gable e Humphrey Bogart". A aparência do físico de Mel Gibson faz dele natural para papéis de filmes de ação, como na série de filmes Mad Max, e na série de filmes Máquina Mortífera. Depois, Gibson expandiu seus trabalhos para uma variedade de papéis, como Hamlet, e comédias como Maverick e Do que as Mulheres Gostam. Seus maiores sucessos financeiros e artísticos vieram quando ele expandiu seu trabalho para a direção e a produção, como em The Man without a Face, em 1993, Coração Valente, em 1995, O Patriota, em 2000, A Paixão de Cristo, em 2004, e Apocalypto, em 2006. Gibson foi cotado para papéis em Batman, GoldenEye, Amadeus, Gladiador, The Golden Child, X-Men, Robin Hood: O Príncipe dos Ladrões, Noiva em Fuga e Primary Colors. Sean Connery já sugeriu que Gibson fosse James Bond.
Gibson estudou na National Institute of Dramatic Art (NIDA), em Sydney. Os estudantes da NIDA são treinados classicamente na tradição teatral britânica. Como estudantes, Gibson e a atriz Judy Davis atuaram juntos em Romeu e Julieta, a peça clássica de Shakespeare. Depois de se graduar, em 1977, Gibson imediatamente começou a atuar em Mad Max, mas continuou a atuar nos palcos, entrou para a State Theatre Company of South Australia, em Adelaide.

## Vida pessoal
Gibson conheceu sua esposa Robyn Moore na década de 1970, quando ambos alugaram a mesma casa em Adelaide. Nessa época, Robyn era enfermeira e Mel era um ator desconhecido trabalhando para a South Australian Theatre Company. Em 7 de junho de 1980, se casaram em uma Igreja Católica em Forestville, New South Wales. Gibson se referiu a sua esposa como "minha Rocha de Gibraltar, simplesmente a mais linda" e disse, "vida é sobre amor e compromisso, e desafio qualquer um que pensa que isso é um cliché". Eles têm uma filha e seis filhos. Seus sete filhos são Hannah (1980), os gêmeos Edward e Christian (1982), William (1985), Louis (1988), Milo (1990), e Thomas (1999).
A filha Hannah Gibson se casou com o músico de blues Kenny Wayne Shepherd no dia 16 de setembro de 2006.
Mel e Robyn anunciaram em 13 de abril de 2009 que estavam se separando. Robyn foi quem fez o pedido de divórcio alegando diferenças irreconciliáveis. De acordo com os documentos de Mel, o casal já estava separado há quase três anos.
Em 25 de maio de 2009 foi anunciado que Mel e a sua namorada, a cantora russa, Oksana Grigorieva estavam esperando o seu primeiro filho junto. Lucia Gibson nasceu no dia 30 de outubro de 2009. Grigorieva tem um filho com o ator britânico Timothy Dalton.
Em 22 de janeiro de 2017, Gibson foi pai pela nona vez, com o nascimento de Lars, fruto do relacionamento do ator de com Rosalind Ross (nascida em 5 de julho de 1990).
Em agosto de 2020 Gibson notificou uma produtora do mel chilena por violação de direitos do ator. Yohanna Agurto havia dado o nome ao produto de "Miel Gibson" (um trocadilho com o nome do ator e a palavra em língua espanhola para mel), e a embalagem mostrava uma foto do ator no filme Coração Valente como logomarca, com o slogan apenas para valentes. Pouco tempo depois, a fabricante entrou em um acordo com os advogados de Gibson, em que ela poderia manter o nome e slogan do produto desde que retirasse a imagem do ator. Ela deverá fazer um concurso para a adoção de uma nova logomarca.

### Religião e política
Católico tradicionalista, é a favor do Partido Republicano estadunidense.

### Alcoolismo

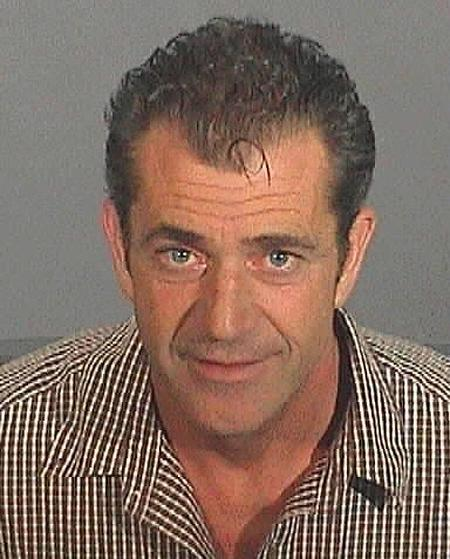
Gibson ao ser preso em 2006 por dirigir sob o efeito do álcool

No final de julho de 2006 foi preso por dirigir em alta velocidade e embriagado, e se indispôs com a comunidade judaica ao desferir comentários impróprios contra os judeus. Dias depois, Gibson se desculpou perante a comunidade judaica, admitiu que tem problemas de alcoolismo e anunciou que iniciaria tratamento para se livrar do vício. Em um comunicado enviado ao programa de TV Access Hollywood, disse: "Agi como uma pessoa completamente fora de controle quando fui detido, e disse coisas infames, que não são verdadeiras".

## Filmografia

### Como ator
| 1977 | Summer City                    | O Último Verão                       | -                                  |  |  |
| 1979 | Tim                            | Tim - Anjos de Aço                   | -                                  |  |  |
| 1979 | Mad Max                        | Mad Max                              | Mad Max – As Motos da Morte        |  |  |
| 1980 | The Chain Reaction             | -                                    | -                                  |  |  |
| 1981 | Mad Max 2                      | Mad Max 2 – A Caçada Continua        | Mad Max 2: O Guerreiro da Estrada  |  |  |
| 1981 | Gallipoli                      | Galipoli                             | Gallipoli                          |  |  |
| 1982 | The Year of Living Dangerously | O Ano que Vivemos em Perigo          | O Ano de Todos os Perigos          |  |  |
| 1982 | Attack Force Z                 | Força de Ataque Z                    | -                                  |  |  |
| 1984 | The Bounty                     | Rebelião em Alto-Mar                 | Revolta no Pacífico                |  |  |
| 1984 | The River                      | O Rio do Desespero                   | O Rio                              |  |  |
| 1984 | Mrs. Soffel                    | Mrs. Soffel – Um Amor Proibido       | O Fogo da Paixão                   |  |  |
| 1985 | Mad Max Beyond Thunderdome     | Mad Max 3 – Além da Cúpula do Trovão | Além da Cúpula do Trovão           |  |  |
| 1987 | Lethal Weapon                  | Máquina Mortífera                    | Arma Mortífera                     |  |  |
| 1988 | Tequila Sunrise                | Conspiração Tequila                  | Intriga ao Amanhecer               |  |  |
| 1989 | Lethal Weapon 2                | Máquina Mortífera 2                  | Arma Mortífera 2                   |  |  |
| 1990 | Hamlet                         | Hamlet                               | Hamlet                             |  |  |
| 1990 | Bird on a Wire                 | Alta Tensão                          | Na Corda Bamba                     |  |  |
| 1990 | Air America                    | Air America – Loucos pelo Perigo     | Air América                        |  |  |
| 1992 | Forever Young                  | Eternamente Jovem                    | Eternamente Jovem                  |  |  |
| 1993 | Lethal Weapon 3                | Máquina Mortífera 3                  | Arma Mortífera 3                   |  |  |
| 1993 | The Man without a Face         | O Homem sem Face                     | Um Homem sem Rosto                 |  |  |
| 1994 | Maverick                       | Maverick                             | Maverick                           |  |  |
| 1995 | Braveheart                     | Coração Valente                      | O Desafio do Guerreiro             |  |  |
| 1995 | Pocahontas (voz)               | Pocahontas                           | Pocahontas                         |  |  |
| 1996 | Ransom                         | O Preço de um Resgate                | Resgate                            |  |  |
| 1997 | Conspiracy Theory              | Teoria da Conspiração                | Teoria da Conspiração              |  |  |
| 1998 | Lethal Weapon 4                | Máquina Mortífera 4                  | Arma Mortífera 4                   |  |  |
| 1999 | Payback                        | O Troco                              | Payback - A Vingança               |  |  |
| 2000 | The Million Dollar Hotel       | O Hotel de Um Milhão de Dólares      | The Million Dollar Hotel – O Hotel |  |  |
| 2000 | Chicken Run (voz)              | A Fuga das Galinhas                  | A Fuga das Galinhas                |  |  |
| 2000 | The Childs Intelligents (voz)  |                                      |                                    |  |  |
| 2000 | The Patriot                    | O Patriota                           | O Patriota                         |  |  |
| 2000 | What Women Want                | Do Que as Mulheres Gostam            | O Que As Mulheres Querem           |  |  |
| 2002 | We Were Soldiers               | Fomos Heróis                         | Fomos Soldados…                    |  |  |
| 2002 | Signs                          | Sinais                               | Sinais                             |  |  |
| 2003 | The Singing Detective          | Crimes de um Detetive                | O Detective Cantor                 |  |  |
| 2004 | Paparazzi (não creditado)      | Paparazzi                            | Paparazzi                          |  |  |
| 2010 | Edge of Darkness               | O Fim da Escuridão                   | Fora de Controlo                   |  |  |
| 2011 | The Beaver                     | Um Novo Despertar                    | O Castor                           |  |  |
| 2012 | Get the Gringo                 | Plano de Fuga                        | -                                  |  |  |
| 2013 | Machete Kills                  | Machete mata                         | -                                  |  |  |
| 2014 | The Expendables 3              | Os Mercenários 3                     | Os Mercenários 3                   |  |  |
| 2016 | Blood Father                   | Herança de Sangue                    | Blood Father - O Protetor          |  |  |
| 2017 | Daddy's Home 2                 | Pai em Dose Dupla 2                  | Pai Só Há Um...Ou Dois             |  |  |
| 2018 | Dragged Across Concrete        |                                      |                                    |  |  |
| 2019 | The Professor and the Madman   | O Gênio e o Louco                    |                                    |  |  |
| 2020 | Force of nature                |                                      |                                    |  |  |
| 2020 | Fatman                         |                                      |                                    |  |  |

### Como diretor
| Ano  | Título original           | Título no Brasil   | Título em Portugal       |
| ---- | ------------------------- | ------------------ | ------------------------ |
| 1993 | The Man without a Face    | O Homem sem Face   | Um Homem sem Rosto       |
| 1995 | Braveheart                | Coração Valente    | O Desafio do Guerreiro   |
| 2004 | The Passion of the Christ | A Paixão de Cristo | A Paixão de Cristo       |
| 2006 | Apocalypto                | Apocalypto         | Apocalypto               |
| 2016 | 'Hacksaw Ridge            | Até o Último Homem | O Herói de Hacksaw Ridge |

## Prêmios e indicações

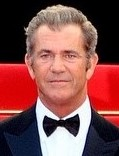
Mel Gibson em 2011.

### Prêmios
Oscar
- Ganhou na categoria de Melhor Filme, por Braveheart (1995).
- Ganhou na categoria de Melhor Diretor, por Braveheart' (1995).

  Globo de Ouro
- Ganhou na categoria de Melhor Diretor, por Braveheart (1995).

 Australian Film Institute
- Ganhou na categoria de Melhor Ator por Tim (1979) e Gallipoli (1981)
- Ganhou um prêmio pelo conjunto da obra (2002)[10]

 MTV Movie Awards
- Ganhou na categoria de Melhor Dupla, por Máquina mortífera 3 (1992).

 Saturn Awards
- Ganhou na categoria de Melhor Ator por Mad Max 2 (1982)

### Indicações
Oscar
- Recebeu uma indicação na categoria de Melhor Filme, por Hacksaw Ridge (2016).
- Recebeu uma indicação na categoria de Melhor Diretor, por Hacksaw Ridge (2016).

  Globo de Ouro
- Recebeu uma indicação na categoria de Melhor Ator - Drama, por O preço de um resgate (1996).
- Recebeu uma indicação na categoria de Melhor Ator - Comédia/Musical, por Do que as mulheres gostam (2000).
- Recebeu uma indicação na categoria de Melhor Filme - Drama, por por Hacksaw Ridge (2016).
- Recebeu uma indicação na categoria de Melhor Diretor, por Hacksaw Ridge (2016).

 MTV Movie Awards
- Recebeu duas indicações na categoria de Melhor Ator, por Coração valente (1995) e O patriota (2000).
- Recebeu duas indicações na categoria de o Mais Gostoso, por Máquina mortífera 3 (1992) e Coração valente (1995).
- Recebeu uma indicação na categoria de Melhor Beijo, por Máquina mortífera 3 (1992).
- Recebeu duas indicações na categoria de Melhor Sequência de Ação, por Máquina mortífera 3 (1992) e Máquina Mortífera 4 (1998); venceu por Máquina mortífera 3.

 BAFTA
- Recebeu uma indicação na categoria de Melhor Diretor, por Coração valente (1995).